# Dřevnatka parohatá
Dřevnatka parohatá (Xylaria hypoxylon (L.) Grev.,  1824) je dřevokazná houba z čeledi dřevnatkovitých.

## Popis
Je to nejedlá houba. Roste v trsech s plodnicemi 3 až 8 cm vysokými, tuhými, smáčklými a parohovitě rozvětvenými, naspodu dřevnatými a černě štětinatými. Pařezy jí bývají někdy krásně věnčeny.

## Synonyma
- Clavaria hypoxylon L.,  1753
- Sphaeria hypoxylon (L.) Pers., (1796)
- Xylosphaera hypoxylon (L.) Dumort., (1822)